# 1287 a.C.

## Eventos
- Eber Finn iniciou seu reinado na Irlanda [1]